# Chersotis montedoronis
Chersotis montedoronis är en fjärilsart som beskrevs av Karl Schawerda 1928. Chersotis montedoronis ingår i släktet Chersotis och familjen nattflyn. Inga underarter finns listade i Catalogue of Life.